# Эггхард, Юлиус (младший)
Юлиус Вильгельм Конрад Эггхард-младший (нем. Julius Wilhelm Conrad Egghard; 11 ноября 1858, Вена — 23 ноября 1935, Вена) — австрийский скрипач. Сын Юлиуса Эггхарда-старшего.
Окончил Венскую консерваторию (1875), ученик Карла Хайслера. Выступил с первым концертом в 1876 году, за ним последовали продолжительные европейские гастроли. В 1882 году занял пульт второй скрипки в первом составе струнного квартета под руководством Арнольда Розе, действовавшем до реорганизации коллектива в 1884 году. Затем в 1887—1901 гг. был второй скрипкой ещё более знаменитого Квартета Хельмесбергера. В 1886—1909 гг. играл в составе Венского филармонического оркестра, в 1894—1915 гг. в составе Венской придворной капеллы. Преподавал в Венской академии музыки с 1897 года, сперва как ассистент Йозефа Максинчака, затем самостоятельно; среди прочего, был одним из первых учителей юного Рудольфа Колиша.